# Politikåret 1986

## Händelser

### Januari
- 1 januari - USA och Sovjetunionen utbyter nyårshälsningar via TV.[1]
- 9 juni - Michael Heseltine avgår som försvarsminister i Storbritannien.[1]
- 16 januari - Sveriges statsminister Olof Palme medverkar vid en högtid till minne av Indiens mördade premiärminister Indira Gandhi.[1]
- 20 januari
  - Vid en oblodig statskupp i Lesotho griper ett militärråd lett av generalmajor Justice Lekhanye makten, och avsätter premiärminister Lebua Jonthan. Kung Moshoeshoe II sitter dock kvar.[1]
  - Martin Luther King-dagen är helg för första gången nationell helgdag i USA.[1]
- 24 januari - Leon Brittan avgår, efter den så kallade Westlandaffären, som handelsminister i Storbritannien och ersätts dagen därpå av Paul Channon.[1]
- 26 januari - Vid en statskupp i Uganda störtas general Tito Okello av NRA, ledda av Yoweri Museveni, som lovar upprättandet av full demokrati samt terrorns upphörande.[1]
- 28 januari
  - Sveriges statsminister Olof Palme talar inför ett fullsatt Folkets hus i Nässjö, sedan SAFE krävts hans avgång.[1]
  - Nionde sessionen för Stockholmskonferensen om förtroende- och säkerhetsskapande åtgärder och nedrustning i Europa inleds.[1]

### Februari
- Februari – Danmarks statsminister Poul Schlüter är populär, och 73 % anser vid en Gallupmätning att hans regering klarat sig bra eller någorlunda bra, medan 20 % inte är nöjda.[1]
- 5 februari - Sveriges riksdag har allmänpolitisk debatt.[1]
- 6 februari - Haitis president Jean-Claude Duvalier störtas efter tre månaders oroligheter.[1]
- 25 februari - Filippinernas president Ferdinand Marcos störtas, och flyr.[1]
- 28 februari - Sveriges statsminister Olof Palme mördas i Stockholm.

### Mars
- 11 mars – Danmarks statsminister Poul Schlüter meddelar att han bytt ut sex ministrar i den danska koalitionsregeringen.[1]
- 12 mars – Ingvar Carlsson utses till ny svensk statsminister.[1]
- 20 mars – Jacques Chirac blir ny premiärminister i Frankrike.[1]
- 21 mars – Oroligheter förekommer på flera håll i Sydafrika i samband med minnet av Sharpville 1960.[1]
- 23 mars – Sveriges socialdemokratiska arbetareparti ökar med sex procentenheter (14 %) vid SIFO-mätningar.[1]
- 25 mars – Filippinernas president Corazon Aquino upplöser nationalförsamlingen och upphäver författningen.[1]

### April
- 10 april – Pakistanska oppositionsledaren Benazir Bhutto återvänder gen hem efter nästan två års exil i Storbritannien.[1]
- 15 april – Tionde sessionen för Stockholmskonferensen om förtroende- och säkerhetsskapande åtgärder och nedrustning i Europa inleds.[1]
- 16 april - Josef Stalins dotter Svetlana återvänder till Chicago sedan hennes dotter Olga Peters anlänt till Storbritannien föregående dag, för att studera vid en internatskola i Storbritannien. Svetlana säger att hon inte vet om hon skall återvända till Sovjetunionen eller inte.[1]
- 18 april – Sveriges statsminister Ingvar Carlsson avslutar ett fyra dagars officiellt besök i Moskva.[1]
- 25 april – Algeriets president Chadli Benjadid avslutar ett tre dagar långt officiellt besök i Sverige.[1]
- 27 april – Vänsterblocket noteras för 52 % vid SIFO-mätningar i Sverige.[1]

### Maj
- 1 maj – I Sverige gör Ingvar Carlsson sitt första första maj-tal som ordförande för Sveriges socialdemokratiska arbetareparti.[1]
- 6 maj – Tjeckoslovakien utvisar två diplomater från Sverige.[1]
- 9 maj – Gro Harlem Brundtland blir ny statsminister i Norge, sedan Kåre Willochs regering en vecka tidigare lämnat in en avskedsansökan efter en misstroendeomröstning i Norges storting.[1]
- 12 maj – Libyen visar ut sex diplomater från sju EG-medlemsstater.[1]
- 14 maj – Sveriges riksdag förklarar Sovjetunionens behandling av judar vara ett brott mot mänskliga rättigheter.[1]
- 23 maj – Tionde sessionen för Stockholmskonferensen om förtroende- och säkerhetsskapande åtgärder och nedrustning i Europa avslutas, i besvikenhet över trögt arbete och stora öst-västliga framgångar.[1]

### Juni
- 1 juni – Vänsterblocket noteras för 52 % vid SIFO-mätningar i Sverige.[1]
- 4 juni – Nya Zeelands premiärminister David Lange inleder ett officiellt besök i Sverige.[1]
- 6 juni – Sveriges kungapar talar i Varberg på Sveriges nationaldag, och tar upp ämnen som Palmemordet och Tjernobylolyckan.[1]
- 10 juni – Elfte sessionen för Stockholmskonferensen om förtroende- och säkerhetsskapande åtgärder och nedrustning i Europa inleds.[1]
- 16 juni – 11 personer dödas i Sydafrika vid kravaller i samband med 10-årsdagen av upploppen i Soweto 1976.[1]
- 25 juni – Östtysklands president Erich Honecker inleder ett officiellt besök i Sverige.[1]
- 27 juni - PSI:s Bettino Craxi lämnar in sin avskedsansökan som Italiens premiärminister.[1]

### Juli
- 3 juli - Kristna och muslimer i Libanon strejkar i protest mot inbördeskriget samt den ekonomiska krisen.[1]
- 4 juli - USA firar 210 år som självständig stat.[1]
- 8 juli - Kurt Waldheim tillträder som president i Österrike.[1]
- 12 juli - USA:s tidigare president Richard Nixon anländer till Moskva för ett veckolångt privatbesök.[1]
- 22 juli - Israels premiärminister Shimon Peres och kung Hassan II av Marocko för hemliga överläggningar i Ifrane i marockanska Atlasbergen.[1]

### Augusti
- 1 augusti - PSI:s Bettino Craxi presenterar Italiens 45:e regering sedan 1945.[1]
- 11 augusti - I Odense möts de nordiska staternas fem statsministrar för att diskutera sanktioner mot Sydafrika.[1]
- 13 augusti
  - 25-årsminnet av Berlinmurens byggande 1961 uppmärksammas i både öst och väst.[1]
  - Danmarks trafikminister Arne Melchior avgår efter kritik mot hans sätt att handskas med danska statens medel. Han skall bland annat ha låtit Danmarks trafikministerium betala hans 60-årsdag för 36 000 DK, och ha varit alltför rundhänt med representation och egen räkning. Under 1985 köpte man tobaksvaror för 50 000 kronor.[1]
- 14 augusti - I Sverige genomför svenska regeringen och representanter för Sveriges näringsliv överläggningar på Harpsund.[1]
- 19 augusti
  - 12:e och sista sessionen för Stockholmskonferensen om förtroende- och säkerhetsskapande åtgärder och nedrustning i Europa inleds.[1]
  - I Helsingfors samlas delegater från Israel och Sovjetunionen för överläggningar för första gången sedan de diplomatiska förbindelserna bröts i samband med Sexdagarskriget 1967.[1]

### September
- 4 september – Västtysklands förbundskansler Helmut Kohl inleder ett officiellt endagsbesök i Sverige.[1]
- 7 september
  - Chiles president Augusto Pinochet utsätts för ett våldsamt attentat.[1]
  - SIFO-mätning i Sverige pekar på borgerlig majoritet med 49,5 % mot 28,5 %.[1]
- 11 september
  - Första toppmötet på fem år mellan Israel och Egypten hålls i Alexandria.[1]
  - Storbritanniens premiärminister Margaret Thatcher inleder ett tvådagarsbesök i Norge.[1]
- 15 september – Myndigheterna i Polen har frigivittotalt 225 politiska fångar sedan den nya amnestilagen antogs i slutet av juli 1986.[1]
- 22 september – 12:e och sista sessionen för Stockholmskonferensen om förtroende- och säkerhetsskapande åtgärder och nedrustning i Europa avslutas, tre dagar senare än först tänkt, med att de 35 deltagande staterna enas om ett slutdokument, som innebär samarbete för att undvika överraskningsanfall och krig som startats på grund av missförstånd.[1]
- 28 september - Polens president Wojciech Jaruzelski inleder ett officiellt besök i Kina. Frånsett Nicolae Ceaușescu har ingen östatatsledare varit där sedan 1959.[1]
- 30 september - USA och Sovjetunionen meddelar att man tänker hålla toppmöte i Reykjavik kommande månad.[1]

### Oktober
- 7 oktober – Sveriges riksdag inleder riksmötet 1986/1987 med att Sveriges regering möbleras om.[1]
- 12 oktober
  - USA:s president Ronald Reagan och Sovjetunionens kommunistpartiledare Michail Gorbatjov avslutar ett två dagars toppmöte i Reykjavik. Ingen konkret överenskommelse nås.[1]
  - Drottning Elizabeth II av Storbritannien inleder ett sex dagars besök i Kina. Därmed besöks Kina för första gången av en brittisk monark.[1]
- 20 oktober – Yitzhak Shamir utses till ny president i Israel.[1]
- 21 oktober – Östtysklands president Erich Honecker inleder ett sex dagars besök i Kina.[1]
- 30 oktober – Saudiarabiens oljeminister Ahmed Zaki Yamani avgår.[1]

### November
- 1 november – Sveriges kungapar inleder ett tre dagars besök i Egypten.[1]
- 4 november – ESK inleder sitt tredje uppföljningsmöte i Wien.[1]
- 10 november – EG beslutar på ett möte i London att införa sanktioner mot Syrien, eftersom Syrien påstås stödja olika terroristaktioner.[1]
- 21 november - 3-åriga Kaisa Randpere återförenas med sina föräldrar Lena Miller och Valdo Randpere, sedan Kaisa av "humanitära skäl" tillåts lämna Sovjetunionen och åka till Sverige. Även morföräldrarna tillåts resa ut, men stannar kvar.[1]
- 25 november – USA:s president Ronald Reagan meddelar att hans säkerhetspolitiske rådgivare, admiral John Poindexter, avskedats i samband med uppgifter om USA:s vapenaffärer med Iran.[1]

### December
- 3 december – Danmark protesterar mot Polen sedan danska tekniker hittat dolda mikrofoner på Danmarks ambassad i Warszawa. Hål har borrats i ambassadbyggnadens tak, i anslutning till fästen för taklampor. I hålen har glasrör monterats, vilka leder till vindsvåningen, där mikrofonerna placerats ut.[1]
- 8 december – Frankrikes premiärminister Jacques Chirac beslutar att dra tillbaka ett förslag om universitetsreformer som lett till stora studentprotester och demonstrationer i Paris.[1]
- 12 december – Ett byst över svenske politikern Tage Erlander avtäcks i entréhallen till Sveriges riksdag.[1]
- 23 december
  - Regimkritiske sovjetiske fysikern Andrej Sacharov återvänder hem efter nästan sju års landsförvisning till Gorkij.[1]
  - Svenske tidigare politikern Gunnar Sträng fyller 80 år.[1]
- 27 december – Ett stort antal regeringar världen över protesterar mot Sovjetunionens militära närvaro i Afghanistan.[1]

## Val och folkomröstningar
- 26 januari och 16 februari – Mário Soares vinner presidentvalet i Portugal.[1]
- 12 mars – Spanien säger i en folkomröstning ja till medlemskap i NATO.[1]
- 16 mars – I Sverige görs 1985 års kommunalval om i Borgholms kommun och Åre kommun.[1]
- 21 maj – Nederländerna går till parlamentsval, där CDA blir största parti.[1]
- 8 juni – Kurt Waldheim väljs till Österrikes president.[1]
- 22 juni – Premiärminister Felipe González socialistiska regering väljs om vid parlamentsvalet i Spanien.[1]
- 6 juli – Regerande LDP vinner parlamentsvalet i Japan.[1]
- 4 november – USA går till mellanårsval, där Demokratiska partiet får majoritet i senaten.[1]
- 23 november – Österrike går till parlamentsval.[1]
- 7 december – Taiwan går till parlamentsval, ett val som ses som en viktig del i steget mot full demokrati, valet för första gången sedan 1949 get Taiwan ett fungerande tvåpartisystem.[1]
- 15 december – Trinidad och Tobago går till parlamentsval, som vinns av oppositionskoalitionen NAR, efter 30 år med PNM vid makten.[1]

## Organisationshändelser
- 18 februari – 71-årige Viktor Grisjin, Leonid Brezjnev-trogen, förlorar sin plats i den sovjetiska politbyrån.[1]
- 3 mars – Ingvar Carlsson väljs till ny partiordförande för de svenska socialdemokraterna.[1]
- 6 mars - Sovjetunionens kommunistiska parti avslutar sin 27:e kongress efter tio dagars överläggningar. Michail Gorbatjov kritiserar den "anda av stelhet och tröghet" som han menar vuxit fram under 1970- och 80-talen, och manar till förnyelse medan han "rensar upp" i partitoppen. Alexandra Bjurikova blir första kvinna i partitoppen sedan Jekaterina Fursteva lämnade politbyrån 1961.[1]
- 4 maj – Afghanistans president Babrak Karmal lämnar posten som generalsekreterare för Afghanistans folkdemokratiska parti.[1]
- 6 maj – G7-mötet avslutas i Tokyo.[1]
- 19 april – I Danmark bildas Fælles Kurs av tidigare medlemmar i Danmarks kommunistiska parti.
- 4 juni – Ulf Adelsohn meddelar att han ska avgå som partiledare för Moderaterna.[1]
- 7 juni – Vid centerstämman i Uppsala väljs Karin Söder till ny partiledare för Centerpartiet.[1]
- 26 juni – Irland säger i en folkomröstning nej till att införa en skilsmässolag, och därmed blir Irland och Malta ensamma i Västeuropa om att fortfarande ha skilsmässoförbud i lagen.[1]
- 5 augusti – Ett minitoppmöte i London med sju medlemmar i Brittiska samväldet diskuterar läget i Sydafrika.[1]
- 23 augusti – Vid en extrastämma i Stockholm väljs Carl Bildt till ny partiledare för Moderaterna.[1]
- 26 augusti – SPD utser Johannes Rau till ny förbundskanslserkandidat i Västtyskland, inför kommande års förbundsdagsval.[1]
- 1 september – Per Unckel utses till ny partisekreterare i Moderata samlingspartiet.[1]
- 7 september – Alliansfria staternas organisation avslutar ett möte i Harare, där man enas om frivilliga sanktioner mot Sydafrika.[1]
- 16 september – Joseph Kennedy II utses till Demokratiska partiets nye kongresskandidat i Boston.[1]
- 19 september – FN:s generalförsamling inleder en ny session, som väntas domineras av Sydafrikafrågan. Organisationens ekonomiska tvingar fram personalnedskärningar.[1]
- 9 oktober – Regeringsombildning av Regeringen Carlsson I. Svante Lundkvist avgår, Georg Andersson och Ulf Lönnqvist utnämns till statsråd, Mats Hellström, Anita Gradin och Birgitta Dahl får nya uppgifter.
- 10 oktober – Javier Pérez de Cuéllar väljs om som FN:s generalsekreterare på ytterligare fem år.[1]
- 14 november – Carl Tham lämnar Sveriges socialdemokratiska arbetareparti till förmån för Folkpartiet.[1]
- 16 november – I Sverige går Framstegspartiets Stockholmsavdelning och organisationen Bevara Sverige Svenskt samman och bildar Sverigepartiet.
- 16 december – Leonid Brezjnev-trogne Dinmuchamed Kunajev avsätts som kommunistpartichef i Kazakiska SSR.[1]
- 18 december – Nguyen Van Linh utses till ny chef för Vietnams kommunistiska parti.[1]
- 20 december – FN räddas i sista stund undan ekonomisk konkurs.[1]

## Födda
- 8 januari – Carl-Oskar Bohlin, svensk riksdagsledamot sedan 2010.
- 14 januari – Une Bastholm, talesperson och sedermera partiledare för norska Miljøpartiet De Grønne sedan 2016.
- 6 augusti – Sara Skyttedal, ordförande för KDU 2013–2016.
- 27 augusti
  - Alexander Chamberland, Grön Ungdoms språkrör 2005–2008.
  - Sebastian Kurz, österrikisk förbundskansler 2017–2019 och sedan 2020.

## Avlidna
- 1 februari
  - Alva Myrdal, 84, svenskt statsråd.[1]
  - Allan Hernelius, moderat ledamot av Sveriges riksdag 1962-1982.[1]
- 28 februari – Olof Palme,  svensk statsminister (1969-1976 och 1982-1986) (mördad).[1]
- 24 mars – Anders Dahlgren, vice talman i Sveriges riksdag.[1]
- 10 juli - Le Duan, 79, generalsekreterare i Vietnams kommunistiska parti.[1]
- 22 augusti – Celal Bayar, Turkiets president 1950–1960.
- 27 augusti – Daniel Fignolé, Haitis president 25 maj–14 juni 1957.
- 31 augusti
  - Jorge Alessandri, Chiles president 1958–1964.
  - Urho Kekkonen, 85, Finlands president 1956–1981.[1]
- 19 oktober – Samora Machel, Moçambiques president.[1]
- 29 december – Harold Macmillan, 92, Storbritanniens premiärminister 1957–1963.[1]
- Okänt datum – Franck Lavaud, Haitis president 11 januari–16 augusti 1946 och 10 maj–6 december 1950.

### Fotnoter
1. 1 2 3 4 5 6 7 8 9 10 11 12 13 14 15 16 17 18 19 20 21 22 23 24 25 26 27 28 29 30 31 32 33 34 35 36 37 38 39 40 41 42 43 44 45 46 47 48 49 50 51 52 53 54 55 56 57 58 59 60 61 62 63 64 65 66 67 68 69 70 71 72 73 74 75 76 77 78 79 80 81 82 83 84 85 86 87 88 89 90 91 92 93 94 95 96 97 98 99 100 101 102 103 104 105 106 107 108 109 110 111 112 113 114 115   Horisont 1986. Bertmarks